# Putranjivaceae
Putranjivaceae Endl. ex Meisn., 1842 è una famiglia di piante angiosperme dell'ordine Malpighiales.

## Tassonomia
La famiglia comprende i seguenti generi:
- Drypetes Vahl (216 specie)
- Putranjiva Wall. (4 spp.)